# Бастардо
Бастардо (англ. Bastardo, фр. Trousseau) — сорт винограду, що використовується для виготовлення червоного вина. Назва Труссо (від давньофранцузького trusse, що означає «пучок»), можливо, посилання на форму грона, воно виглядає «упакованим».
Батьківщиною сорту вважається схід Франції. Поширений в Португалії, Іспанії, Італії, Франції, Аргентині, Австралії, США.
Відомий за назвами Trousseau, Trousseau Noir, Bastardo dos Frados, Bolonio, Capbreton Rouge, Chauche Noir, Cruchenton Rouge, Donzelino de Castille, Gros Cabernet, Malvoisie Noire, Maria Ardoña, Merenzao, Pardinho, Pinot Gris de Rio Negro, Sémillon Rouge.
У Криму, крім власне Бастардо, також вирощується сорт Бастардо магарачський — результат схрещування Бастардо і Сапераві (гібрид № 217).
В Іспанії культивується сорт білого винограду Bastardo blanco,відомий як Baladí або Jaén.
Його також вирощують у дуже малих кількостях на Мадейрі, а також виготовляють невелику кількість марочних вин із маркою Bastardo.
Існує невелика кількість виробників бастардо в Австралії з посадками в Тасманії, річці Маргарет у Західній Австралії та долині Баросса (Південна Австралія). Невелика кількість також вирощується на сході Австралії під назвою Gros Cabernet.
Як і в Португалії, з бастардо виготовляють міцні вина в Каліфорнії.
Енциклопедичний словник Брокгауза та Ефрона в 1907–1909 роках давав визначення бастардо як «виноградної лози на острові Мадера; ягоди середньої величини з дуже солодким соком». І дійсно, цукристість соку ягід бастардо складає 25-28 г/100 см3.
Сорт середнього періоду дозрівання. Лист середній, округлий, середньо розсічений, п'ятилопастний. Нижня поверхня листа пухирчаста і шорстка. Гроно дрібне, циліндроконічне, цупке. Ягода злегка овальна, дрібна, синювато-чорного кольору, з густим восковим покриттям.
Стійкість до хвороб та морозостійкість слабкі, тому проростає досить пізно. Погано переносить високу вологість. Урожайність непостійна і слабка.
Вино має яскраво-вишнево-червоний колір і нагадує червоні лісові фрукти. Використовується для приготування моносортових вин, купажних міцних вин, в тому числі мадери.
Також відомий під синонімами Абрунхаль, Бастардінья, Бастардінью, Бастардо, Бастардо До Кастелло, Бастардо Дос Фрадос, Болоніо, Капбретон Руж, Карназ, Шоу Нуар, Крушентон Руж, Донцеліно де Кастилія, Есталадінья, Грасіоса, Гріс Сальбернеса, Гріс Сальбернеса, Гріс Дельберне, Марія, Марія Адона, Марія Адорна, Марія Ардона, Марія Ордона, Матурана Тінта, Матурана Тінто, Матурано, Меренцано, Меренцао, Пардінью, Печо, Піно Грі Де Ріо Негр, Ройбал, Семійон Руж, Трессо, Тріффу, Трусс, Труссо Труссо Гри, Труссо, Трусо, Труссяу, Тінтілья та Вердехо Тінто.